# بیاضه (استان وادی)
بیاضه (به عربی: البیاضة) یک شهرداری در الجزایر است که در ناحیه البیاضه واقع شده‌است. بیاضه ۳۲٬۹۲۶ نفر جمعیت دارد و ۸۴ متر بالاتر از سطح دریا واقع شده‌است.